# Бад-Дюбен
Бад-Дюбен (нем. Bad Düben) — город в Германии, в земле Саксония. Подчинён административному округу Лейпциг. Входит в состав района Северная Саксония. Население составляет 8237 человек (на 31 декабря 2010 года). Занимает площадь 45,45 км². Официальный код — 14 3 74 020.
Город подразделяется на 4 городских района.